# 内畑郵便局
内畑郵便局（うちはたびんきょく）は、大阪府岸和田市にある郵便局。民営化前の分類では無集配特定郵便局であった。

## 概要
かつては岸和田市内を岸和田郵便局と共に担う集配郵便局であったが、民営化直前の集配郵便局再編の際に、当該業務を廃止し岸和田郵便局へ移管した。

## 沿革
- 2006年（平成18年）9月25日 - ゆうゆう窓口を廃止し岸和田郵便局へ集配業務を移管。同時に郵便番号を〒596-0199から〒596-0105へ変更。
- 2007年（平成19年）10月1日 - 民営化。
- 2012年（平成24年）10月1日 - 日本郵便株式会社発足。

## 取扱内容
- 郵便、印紙、ゆうパック、内容証明
- 貯金、為替、振替、振込、国債、投資信託
- 生命保険、バイク自賠責保険、自動車保険、がん保険
- ゆうちょ銀行ATM

## 風景印
- 図案は重文・大成徳寺多宝塔、明王の滝。局名表記は「大阪　内畑」
- 使用開始日は1989年（平成元年）2月15日

## 周辺
- 田中清月堂
- NTT西日本内畑ビル
- 酔い処 ゆう
- Auto Trading Japan
- 内畑町地蔵堂

## アクセス
- 府道170号線沿い
- 駐車場あり（3台）